# Černý les u Šilheřovic II.
Černý les u Šilheřovic II. je přírodní rezervace poblíž obce Šilheřovice v okrese Opava. Oblast spravuje Krajský úřad Moravskoslezského kraje. Důvodem ochrany je přestárlý bukový prales. V blízkosti rezervace se nachází Černý les u Šilhéřovic I. Vedle lesa vede trasa naučné stezky Šilheřovice.